# Фролята
Фролята  — деревня в Уржумском районе Кировской области в составе Уржумского сельского поселения.

## География
Находится на расстоянии примерно 8 километров на запад-юго-запад от районного центра города Уржум.

## История
Известна с 1873 года, когда здесь было учтено дворов 42 и жителей 338, в 1905 95 и 631, в 1926 58 и 320, в 1950 35 и 124. В 1989 году оставалось 76 жителей . 

## Население
Постоянное население  составляло 82 человека (русские 83%) в 2002 году, 63 в 2010.